# Marco Pórcio Catão Saloniano, o Velho
Marco Pórcio Catão, chamado de Saloniano por causa de seu avô, Salônio, e de o Velho para distingui-lo do seu filho, Marco Pórcio Catão Saloniano, o Jovem. Era o segundo filho de Catão, o Velho e avô de Catão, o Jovem.

## Família
Aulo Gélio, no livro Noctes Atticae, reproduz um diálogo com Sulpício Apolinário e outros amigos, que eles tiveram na biblioteca do palácio de Tibério, sobre os descendentes de Catão, o Velho.
A família de Catão, o Velho, se dividiu em dois ramos, o ramo que descendia do filho mais velho, e o ramo Saloniano, descendente do filho mais novo; havia uma diferença signicativa entre as gerações do primeiro ramo e do segundo, pois o segundo filho nasceu quando seu pai já era velho.
O ramo mais velho era representado por Marco Pórcio Catão Liciniano, que morreu quando era pretor, e seu pai ainda era vivo; este foi o pai de Marco Pórcio Catão Neto, sobre cuja identidade havia começado a discussão entre os amigos, e que foi um importante orador, foi cônsul com Quinto Márcio Rex e morreu na África durante seu consulado; este foi o pai de Marco Pórcio Catão, que foi edil curul, pretor e morreu na Gália Narbonense.
O segundo ramo era descendente de Marco Pórcio Catão Saloniano, filho que Catão, o Velho, teve no fim da sua vida.

## Nascimento
Catão, o Velho, após a morte da sua primeira esposa, ainda tinha apetite sexual. Seu filho tinha se casado com a filha de Emílio Paulo e irmã de Cipião, o casal morava na mesma casa que o pai, e eles perceberam que Catão , o Velho, estava se relacionando sexualmente com uma escrava. Vendo que a situação era desagradável ao filho,Catão o Velho, ao se encontrar com Salônio, que havia sido seu secretário, perguntou sobre a filha que Salônio tinha, e que estava em idade para se casar, se ela já havia arrumado um marido.
Salônio respondeu que não, e que ele não deveria arrumar um marido para a filha sem antes consultar seu patrão; Catão perguntou se seria aceitável que ela se casasse com um homem que, segundo Catão, não tinha nenhum defeito além da idade avançada. Salônio respondeu que Catão poderia prosseguir com o plano, ao que Catão respondeu que ele estava pedindo a filha em casamento para si.
Salônio ficou espantado, pois achava Catão muito velho para se casar, além disso, considerava-se muito humilde para casar sua filha com alguém que havia alcançado o consulado, mas, quando viu que Catão estava mesmo disposto, eles formalizaram o casamento.
O filho de Catão, porém, perguntou ao pai se ele estava se casando porque tinha algum problema com ele, mas Catão respondeu que a conduta do filho era admirável, e ele estava casando de novo de forma a dar a seu país outros filhos como ele.
Desta união nasceu Marco Pórcio Catão, chamado Saloniano, por causa do avô.
O filho mais velho de Catão, o Velho, morreu quando era pretor, e seu pai ainda era vivo.

## Descendentes
Marco Pórcio Catão Saloniano teve dois filhos, Marco e Lúcio. Seu filho, Marco, foi tribuno da plebe e morreu quando era candidato a pretor. Este filho, Marco, foi o pai de Catão, o Jovem, que foi pretor e se suicidou em Útica, durante as guerras civis. De acordo com Plutarco, Catão, o Jovem era bisneto de Saloniano.